# Stabilisierung (Politik)
Stabilisierung steht in der Außen- und Sicherheitspolitik für eine Reaktion von Drittstaaten auf den Zusammenbruch staatlicher Ordnungen und weitreichende Gewaltkonflikte. Stabilisierungseinsätze in Krisengebieten oder fragilen Staaten basieren auf einem zivil-militärischen Ansatz und werden daher oft auch mit den Begriffen Comprehensive Approach oder Vernetzte Sicherheit verbunden.
In den 2017 herausgegebenen Leitlinien „Krisen verhindern, Konflikte bewältigen, Frieden fördern“ wird der Begriff Stabilisierung als Ansatz der Bundesregierung im Umgang mit Gewaltkonflikten erstmals in einem Grundlagendokument der deutschen Außen- und Sicherheitspolitik verwendet.
Nach Philipp Reder et al.  ist „Stabilisierung […] ein Prozess, der im Rahmen einer politischen Strategie zivile, polizeiliche und militärische Mittel verknüpft, flexibel und gezielt Konflikte adressiert um Gewalt zu reduzieren, die Lebensumstände der Bevölkerung schnell spürbar verbessert und die Voraussetzungen für nachhaltige Entwicklung und Frieden schafft“. Stabilisierung ist hiernach als Ansatz der Friedensförderung in der Situation einer akuten Konflikteskalation zu verstehen.
Die zentrale Wirkungslogik von Stabilisierung liegt in der Schaffung von politischer Gestaltungsfähigkeit in Krisengebieten über eine sogenannte Friedensdividende. Lokalen Konfliktparteien werden dabei konkrete Anreize zur Einstellung gewaltsamer Konfliktaustragung zugunsten gewaltfreier politischer Prozesse der Konfliktlösung geboten.
Mit der Gründung der Abteilung „Krisenprävention, Stabilisierung und Konfliktnachsorge“ hat das Auswärtige Amt seine Fähigkeiten im Bereich der Stabilisierung stark ausgebaut. Diese neue Organisationsstruktur im Auswärtigen Amt ist das Ergebnis der Überprüfung aller außenpolitischer Instrumente und Prinzipien im Rahmen der vom damaligen Außenminister Steinmeier durchgeführten Review 2014. Dieser Prozess ist eine Reaktion der Bundesregierung auf die weltweit zahlreichen Krisen und Konflikte und geht mit dem Anspruch Deutschlands einher, mehr Verantwortung in der internationalen Friedens- und Sicherheitspolitik zu übernehmen. Ein aktuelles Beispiel für deutsche Stabilisierungsmaßnahmen in einem Krisenkontext ist das ressortübergreifende Engagement der Bundesregierung im Irak.